# Sóstrato de Quíos
Sóstrato de Quíos (en griego antiguo Σώστρατος) fue un antiguo escultor griego de la isla de Quíos, que estuvo activo a mediados del siglo V a. C.

## Biografía
Una de sus creaciones artísticas fue una gran estatua de bronce que representaba a Atenea, que hizo en colaboración con Hipatodoro para la ciudad de Alifera en la antigua región de Arcadia (pero en el moderno municipio de Andritsaina-Krestena en la unidad regional de Elis en Grecia). Esa estatua es mencionada por Pausanias (Descripción de Grecia, Libro VIII,26.7) y por Polibio (Historias, IV, 4.78.5).
El historiador griego Polibio escribe: "... llegó a Alifera. Esta ciudad se encuentra sobre una colina defendida por todos lados por precipicios, cuya subida es de más de diez estadios. Tiene una ciudadela en la cima de todo el cerro y una estatua de bronce de Atenea, notable por su tamaño y belleza. El origen de esta estatua -por qué motivo y a costa de quién se hizo- es motivo de controversia entre los propios habitantes, pues no hay nada que demuestre con certeza quién la dedicó y por qué; pero todos coinciden en la excelencia de su obra, siendo una de las estatuas más magníficas y artísticas que existen, obra de Hecatodoro y Sóstrato.".